# Robert Atwell
Pour les articles homonymes, voir Atwell.
Robert Ronald Atwell, né le 3 août 1954 à Ilford, est un ecclésiastique anglican britannique, écrivain et ancien moine bénédictin. Il est évêque de Stockport, évêque suffragant du diocèse de Chester, de 2008 à 2014, puis évêque d'Exeter de 2014 à 2023.

## Première vie et éducation
Atwell est né le 3 août 1954 à Ilford, dans l'Essex. Il fait ses études à Wanstead High School, une école polyvalente à Wanstead, Londres . Il étudie la théologie au St John's College de Durham et obtient un baccalauréat ès arts (BA) en 1975 . En 1976, il entre à Westcott House, Cambridge pour se former à la prêtrise ,. Au cours de sa formation, il passe un certain temps à Rome pour étudier au Collège anglais de Rome, un séminaire catholique romain, et à l'Université pontificale grégorienne, une université pontificale . Après son ordination, il poursuit ses études et obtient une maîtrise en lettres (MLitt) de l'Université de Durham en 1979.

## Ministère ordonné
Atwell est ordonné dans l'Église d'Angleterre : d'abord, diacre à Petertide 1978 (25 juin), par Gerald Ellison, évêque de Londres, à la cathédrale Saint-Paul, puis prêtre le jour de la Saint-Pierre suivant (29 juin 1979) par Bill Westwood, évêque d'Edmonton, à St James Muswell Hill. Sa carrière commence comme curé à l'église John Keble, Mill Hill dans le diocèse de Londres de 1978 à 1981 . De 1981 à 1987, il est aumônier du Trinity College de Cambridge et chargé de cours en patristique .
En 1987, il entre dans l'ordre de Saint-Benoît (OSB) et obtient la permission d'officier dans le diocèse d'Oxford. Il passe dix ans en tant que moine bénédictin au prieuré de Burford dans l'Oxfordshire ,. Bien qu'il ait quitté l'OSB en 1998, il maintient son lien avec les bénédictins en tant qu'oblat de l'abbaye du Bec en Normandie, France.
En 1998, il quitte l'OSB pour retourner au ministère paroissial en tant que vicaire de l'église St Mary, Primrose Hill, une paroisse anglo-catholique du diocèse de London ,. Il occupe ce poste de 1998 jusqu'à son entrée dans l'épiscopat en 2008  .

## Évêque
Atwell est consacré évêque à la cathédrale d'York le 24 juin 2008. Il est accueilli dans le diocèse de Chester en tant qu'évêque de Stockport le 27 juin 2008 à la cathédrale de Chester .
Le 21 janvier 2014, il est nommé évêque d'Exeter. La confirmation de son élection a lieu le 30 avril suivant et il est installé à la cathédrale d'Exeter le 5 juillet.
Le 15 novembre 2021, il rejoint la Chambre des lords comme lord spiritual. Il quitte son siège épiscopal le 30 septembre 2023.

## Publications
- Robert Atwell, Spiritual Classics from the Early Church: an anthology, London, Church House Publishing, 1995 (ISBN 978-0715148273)
- Celebrating the Seasons: daily spiritual readings for the Christian year, Norwich, Canterbury Press, 1999 (ISBN 978-1853112492)
- Celebrating the Saints: daily spiritual readings to accompany the Calendars of the Church of England, the Church of Ireland, the Scottish Episcopal Church and the Church in Wales, Norwich, Canterbury Press, 2004 (ISBN 978-1853115653)
- Remember: 100 readings for bereavement, Norwich, Canterbury Press, 2005 (ISBN 978-1853116414)
- Gift: 100 readings for new parents, Norwich, Canterbury Press, 2005 (ISBN 978-1853116407)
- Robert Atwell, The Contented Life: spirituality and the gift of years, Norwich, Canterbury Press, 2011 (ISBN 978-1848250765)
- Love: 100 Readings for Marriage, Norwich, Canterbury Press, 2005 (ISBN 978-1853116001)
- Robert Atwell, Soul Unfinished: finding happiness, taking risks, & trusting God as we grow older, Brewster, MA, Paraclete Press, 2012 (ISBN 978-1612612362)
- Robert Atwell, The Good Worship Guide: leading liturgy well, London, Canterbury Press, 2013 (ISBN 978-1853117190)
- Robert Atwell, Peace at the Last: Leading Funerals Well, London, Canterbury Press, 2014 (ISBN 978-1848256668)